# درخشان‌ماهی نوک‌سیاه
درخشان‌ماهی نوک‌سیاه (نام علمی: Lythrurus atrapiculus) نام یک گونه از سرده درخشنده‌های ریزپولک است.